# Street Fighter (fumetto)
Street Fighter è una serie a fumetti edita negli Stati Uniti d'America da Udon Entertainment da agosto 2003, basato sull'omonimo popolare videogioco. Il fumetto ha creato una continuity regolare e regolarizzata tra le varie trame, sottotrame e personaggi della serie videoludica, basandosi, come fonte principale, sulla trama canonica dei videogiochi stessi e aggiungendo anche qualche altra caratteristica narrativa volute dai fan. È il fumetto di Street Fighter più longevo e più fedele alla fonte originale.
Tra gli artisti contano disegnatori come Alvin Lee, e Joe Madureira. La narrazione è tipica dei fumetti statunitensi quali Marvel e DC così come i disegni anche se molte volte lo stile ricorda (volutamente) quello dei manga giapponesi.
Il fumetto continua a essere pubblicato a intervalli irregolari. In Italia è stata pubblicata da Italycomics solo la prima serie in 3 volumi più un numero speciale.

## Serie principali

### Street Fighter
Unica ad essere approdata in Italia, la serie conta 15 numeri e narra gli eventi che vanno dalla fine del primo torneo Street Fighter alla prima rinascita di M. Bison. È sostanzialmente un riassunto della serie di videogiochi Street Fighter Alpha. Nei vari numeri sono stati inseriti anche delle storie più brevi inerenti alle origini dei personaggi o a qualche loro importante evento biografico.

### Street Fighter II
7 numeri. Si narrano gli eventi che portano al secondo torneo Street Fighter, presentando tra l'altro nuovi personaggi e sviluppando maggiormente le trame dei personaggi principali. Può essere considerato il fumetto di Street Fighter Alpha 3.

### Street Fighter II Turbo
12 numeri. La serie ha due scopi: narrare gli eventi di Street Fighter II e presentare sotto forma di storie auto conclusive i nuovi personaggi di Street Fighter IV.

### Super Street Fighter
Pubblicato finora un unico volume intitolato "The New Generation" contenente 4 storie principali e 6 storie bonus, vengono narrate la serie di eventi che collegano la fine di Street Fighter IV con l'inizio di Street Fighter III. Vengono inoltre presentate le origini dei due personaggi nuovi di Super Street Fighter IV ovvero Juri e Hakan.

## Spin-off e mini-serie

### Street Fighter: Deep Scars
Inserto della rivista Gamepro. Storia breve e auto conclusiva riguardante Sagat e la sua ripresa dopo la sconfitta per mano di Ryu nel primo torneo.

### Street Fighter Summer Special
Numero singolo contenente un piccolo ma significativo episodio della vita di Chun-Li.

### Street Fighter II - Remix
Numero singolo. In una sessione d'allenamento tra Chun Li e Fei Long vengono presentati tutti i lottatori che partecipano allo Street Fighter II insieme alle loro motivazioni. Funge da collegamento tra la serie Street Fighter II e Street Fighter II Turbo.

### Street Fighter Legends
Col termine Street Fighter Legends si fa riferimento a 4 miniserie da 4 numeri ciascuna, che hanno come protagoniste 4 personaggi femminili della serie Street Fighter:
Chun Li: si narra la vita di Chun Li immediatamente antecedente al rapimento e omicidio del padre. La trama s'intreccia con le vicende di Sagat e di Dan Hibiki.
Ibuki: vengono narrate la vita e le origini segrete di Ibuki, strettamente intrecciate con le vicende di Makoto e Helena.
Sakura: una breve ma intensa parentesi della vita di Sakura Kasugano dopo gli eventi della prima serie del fumetto. In particolare la sua accesa rivalità con Karin.
Cammy: questa storia segue Cammy e il team Delta Blue durante gli eventi della serie Street Fighter Unlimited.

### Street Fighter IV
Miniserie di 4 numeri. Vengono narrati gli eventi che portano al torneo organizzato dalla S.I.N. .

### Street Fighter IV (numero unico a target esclusivo)
Numero atto a pubblicizzare l'uscita del videogioco omonimo. Akuma e Gouken commentano lo svolgersi del torneo prima di affrontarsi.

### Street Fighter Origins: Akuma
Miniserie in cui vengono narrate le origini di Akuma, di Gouken e di Goutetsu.

## Differenze tra fumetto e gioco
Pur seguendo fedelmente la trama principale dei giochi i fumetti Udon presentano alcune differenze e libertà narrative:
- Secondo i giochi Ryu adotta la bandana rossa alla fine del primo Street Fighter Alpha. Nel fumetto Ryu adotta la bandana rossa anni prima del primo torneo Street Fighter anche se proprio come nel gioco gli viene regalata da Ken.
- Nei giochi viene reso noto che Akuma e Gen si siano già affrontatati in passato e che il primo abbia risparmiato il secondo poiché quest'ultimo malato di leucemia. Nei fumetti i due si sono sì incontrati in passato ma in questo caso Gen sconfigge Akuma e gli risparmia la vita poiché afferma di aver perso "l'intento omicida". Nella serie "Street Fighter II" i due lottatori si re incontrano e Akuma ne esce vincitore senza tuttavia ricambiare la cortesia al rivale. Ciò è in contrasto con il gioco Street Fighter IV dove Gen è vivo e vegeto e addirittura un personaggio giocabile.
- Nei giochi Eliza, fidanzata e poi moglie di Ken, rimane incinta poco prima degli eventi di Street Fighter IV (come si vede nel lungometraggio animato "Street Fighter IV - Legami che incatenano-). Nei fumetti Eliza rimane incinta a metà della prima serie ovvero qualche mese prima del secondo torneo Street Fighter.
- Nel primo gioco della serie è presente come personaggio un ninja di nome Geki. Nel fumetto "Geki" è il nome di un clan di ninja dove gli affiliati sono vestiti come il personaggio del videogioco.
- Secondo i giochi il rosario da preghiera di Akuma apparterrebbe a Goutetsu suo maestro. Nei fumetti Akuma lo prende a Gouken dopo averlo (apparentemente) ucciso.

## Curiosità
- Al momento del debutto il fumetto riscosse un buon successo tanto da rientrare nella classifica dei primi 100 albi venduti in America senza essere Marvel o DC.
- Il remake di Street Fighter II, Super Street Fighter II HD Remix, è stato realizzato in collaborazione con Udon Comics. Il gioco infatti contiene disegni e animazioni originali del fumetto.
- La prima serie del fumetto è stata interamente resa in motion comic dalla Eagle Media in due DVD intitolati: Street Fighter Round One Fight! e Street Fighter The New Challengers.